# Centrum Rekreacyjno-Sportowe w Zielonej Górze
Centrum Rekreacyjno-Sportowe w Zielonej Górze (også benævnt Hala Widowiskowo-Sportowa w Zielonej Górze) er en multiarena og sportscenter beliggende i Zielona Góra i det vestlige Polen. Centeret blev indviet i juni 2010.
Stedet benyttes blandt andet til basketball, håndbold, futsal, tennis og volleyball. Anlægget bruges også til at arrangere kulturelle og underholdningsbegivenheder. Hallen kan rumme 6080 tilskuere (5080 faste sæder og ca. 1000 udtrækssæder). Komplekset indeholder en lille træningshal, en stor hal, svømmebassiner, omklædningsrum og en bar.
I februar 2019 blev der på DecoTurf-underlag spillet Fed Cup i arenaen, med blandt andet deltagelse af Danmarks Fed Cup-hold.